# Mauricio Sabillón
Mauricio Alberto Sabillón Peña (Quimistán, 11 de Novembro de 1978) é um futebolista profissional hondurenho, miliata na china no Hangzhou Greentown.

## Carreira
Sabillon representou a Seleção Hondurenha de Futebol na Copa do Mundo de 2010.